# Mohamed Magdy
Mohamed Magdy Morsy, meglio noto come Afsha (in arabo محمد مجدى قفشة‎?; Giza, 6 marzo 1996), è un calciatore egiziano, centrocampista dell'Al-Ahly e della nazionale egiziana.

## Caratteristiche tecniche
Afsha è un trequartista, in grado di agire da mediano, preciso nel gestire la sfera e nel servire assist ai compagni.

## Carriera

### Club
Muove i suoi primi passi nelle giovanili dell'ENPPI. Esordisce in prima squadra il 18 gennaio 2014 contro l'El-Gouna. Il 28 giugno 2018 passa al Pyramids in cambio di 30 milioni di EGP.
Il 31 luglio 2019 viene tesserato dall'Al-Ahly. Nel 2020 contribuisce ad uno storico treble, vincendo campionato, coppa nazionale e la CAF Champions League. Sua è la rete decisiva che consente ai compagni di imporsi 2-1 nel derby contro lo Zamalek nella finale continentale.

### Nazionale
Il 13 marzo 2018 viene selezionato dal CT Héctor Cúper in vista degli impegni amichevoli di preparazione in vista dei Mondiali 2018 con Portogallo e Grecia. Esordisce in nazionale il 27 marzo contro la Grecia da titolare. Viene sostituito nell'intervallo da Amr Warda.

## Statistiche

### Presenze e reti nei club
Statistiche aggiornate al 26 giugno 2025.
| Stagione        | Squadra         | Campionato      | Campionato | Campionato | Coppe nazionali | Coppe nazionali | Coppe nazionali | Coppe continentali | Coppe continentali | Coppe continentali | Altre coppe  | Altre coppe | Altre coppe | Totale | Totale |
| Stagione        | Squadra         | Comp            | Pres       | Reti       | Comp            | Pres            | Reti            | Comp               | Pres               | Reti               | Comp         | Pres        | Reti        | Pres   | Reti   |
| --------------- | --------------- | --------------- | ---------- | ---------- | --------------- | --------------- | --------------- | ------------------ | ------------------ | ------------------ | ------------ | ----------- | ----------- | ------ | ------ |
| 2013-2014       | ENPPI           | PL              | 13         | 0          | CE              | 2               | 0               | -                  | -                  | -                  | -            | -           | -           | 15     | 0      |
| 2014-gen. 2015  | ENPPI           | PL              | 0          | 0          | CE              | 0               | 0               | -                  | -                  | -                  | -            | -           | -           | 0      | 0      |
| gen.-giu. 2015  | El Raja         | PL              | 17         | 2          | CE              | 1               | 0               | -                  | -                  | -                  | -            | -           | -           | 18     | 2      |
| 2015-2016       | ENPPI           | PL              | 4          | 0          | CE              | 3               | 0               | CC                 | 1                  | 0                  | -            | -           | -           | 8      | 0      |
| 2016-2017       | ENPPI           | PL              | 14         | 1          | CE              | 2               | 1               | -                  | -                  | -                  | -            | -           | -           | 16     | 2      |
| 2017-2018       | ENPPI           | PL              | 30         | 8          | CE              | 1               | 0               | -                  | -                  | -                  | -            | -           | -           | 31     | 8      |
| Totale ENPPI    | Totale ENPPI    | Totale ENPPI    | 61         | 9          |                 | 8               | 1               |                    | 1                  | 0                  |              | -           | -           | 70     | 10     |
| 2018-2019       | Pyramids        | PL              | 23         | 5          | CE              | 1               | 1               | -                  | -                  | -                  | -            | -           | -           | 24     | 6      |
| 2019-2020       | Al-Ahly         | PL              | 29         | 5          | CE+CE           | 1+4             | 0+1             | CCL                | 9                  | 3                  | SE+SE        | 1+1         | 0           | 45     | 9      |
| 2020-2021       | Al-Ahly         | PL              | 31         | 6          | CE              | 5               | 1               | CCL                | 12                 | 3                  | SE+SA+Cmc    | 1+1+3       | 0           | 53     | 10     |
| 2021-2022       | Al-Ahly         | PL              | 26         | 8          | CE+CdL          | 3+1             | 0               | CCL                | 11                 | 2                  | SE+SA+Cmc    | 1+1+2       | 0           | 45     | 10     |
| 2022-2023       | Al-Ahly         | PL              | 29         | 3          | CE+CdL          | 5+0             | 2               | CCL                | 9                  | 0                  | SE+Cmc       | 1+3         | 0+1         | 47     | 6      |
| 2023-2024       | Al-Ahly         | PL              | 26         | 4          | CE              | 1               | 0               | AFL+CCL            | 4+12               | 0+2                | SE+SA+Cmc    | 1+1+1       | 0           | 46     | 6      |
| 2024-2025       | Al-Ahly         | PL              | 13+6       | 2+0        | CE+CdL          | 0+0             | 0               | CCL                | 8                  | 1                  | SE+SA+CI+Cmc | 2+1+2+3     | 0+0+1+0     | 11     | 2      |
| Totale Al-Ahly  | Totale Al-Ahly  | Totale Al-Ahly  | 160        | 28         |                 | 20              | 4               |                    | 65                 | 11                 |              | 26          | 2           | 271    | 45     |
| Totale carriera | Totale carriera | Totale carriera | 261        | 44         |                 | 30              | 6               |                    | 66                 | 11                 |              | 26          | 2           | 383    | 63     |

### Cronologia presenze e reti in nazionale
| Cronologia completa delle presenze e delle reti in nazionale ― Egitto | Cronologia completa delle presenze e delle reti in nazionale ― Egitto | Cronologia completa delle presenze e delle reti in nazionale ― Egitto | Cronologia completa delle presenze e delle reti in nazionale ― Egitto | Cronologia completa delle presenze e delle reti in nazionale ― Egitto | Cronologia completa delle presenze e delle reti in nazionale ― Egitto | Cronologia completa delle presenze e delle reti in nazionale ― Egitto | Cronologia completa delle presenze e delle reti in nazionale ― Egitto |
| Data                                                                  | Città                                                                 | In casa                                                               | Risultato                                                             | Ospiti                                                                | Competizione                                                          | Reti                                                                  | Note                                                                  |
| --------------------------------------------------------------------- | --------------------------------------------------------------------- | --------------------------------------------------------------------- | --------------------------------------------------------------------- | --------------------------------------------------------------------- | --------------------------------------------------------------------- | --------------------------------------------------------------------- | --------------------------------------------------------------------- |
| 27-3-2018                                                             | Zurigo                                                                | Egitto                                                                | 0 – 1                                                                 | Grecia                                                                | Amichevole                                                            | -                                                                     | 45’                                                                   |
| 13-10-2019                                                            | Alessandria d'Egitto                                                  | Egitto                                                                | 1 – 0                                                                 | Botswana                                                              | Amichevole                                                            | -                                                                     | 59’                                                                   |
| 7-11-2019                                                             | Alessandria d'Egitto                                                  | Egitto                                                                | 1 – 0                                                                 | Liberia                                                               | Amichevole                                                            | -                                                                     | 59’                                                                   |
| 14-11-2019                                                            | Alessandria d'Egitto                                                  | Egitto                                                                | 1 – 1                                                                 | Kenya                                                                 | Qual. Coppa d'Africa 2021                                             | -                                                                     | 65’                                                                   |
| 18-11-2019                                                            | Moroni                                                                | Comore                                                                | 0 – 0                                                                 | Egitto                                                                | Qual. Coppa d'Africa 2021                                             | -                                                                     | 47’                                                                   |
| 14-11-2020                                                            | Il Cairo                                                              | Egitto                                                                | 1 – 0                                                                 | Togo                                                                  | Qual. Coppa d'Africa 2021                                             | -                                                                     | 88’                                                                   |
| 17-11-2020                                                            | Lomé                                                                  | Togo                                                                  | 1 – 3                                                                 | Egitto                                                                | Qual. Coppa d'Africa 2021                                             | 1                                                                     | 69’                                                                   |
| 25-3-2021                                                             | Nairobi                                                               | Kenya                                                                 | 1 – 1                                                                 | Egitto                                                                | Qual. Coppa d'Africa 2021                                             | 1                                                                     | 88’                                                                   |
| 29-3-2021                                                             | Il Cairo                                                              | Egitto                                                                | 4 – 0                                                                 | Comore                                                                | Qual. Coppa d'Africa 2021                                             | -                                                                     | 77’                                                                   |
| 1-9-2021                                                              | Il Cairo                                                              | Egitto                                                                | 1 – 0                                                                 | Angola                                                                | Qual. Mondiali 2022                                                   | 1                                                                     | 90+1’                                                                 |
| 5-9-2021                                                              | Franceville                                                           | Gabon                                                                 | 1 – 1                                                                 | Egitto                                                                | Qual. Mondiali 2022                                                   | -                                                                     | 77’                                                                   |
| 30-9-2021                                                             | Alessandria d'Egitto                                                  | Egitto                                                                | 2 – 0                                                                 | Liberia                                                               | Amichevole                                                            | -                                                                     | 68’                                                                   |
| 16-11-2021                                                            | Alessandria d'Egitto                                                  | Egitto                                                                | 2 – 1                                                                 | Gabon                                                                 | Qual. Mondiali 2022                                                   | 1                                                                     | 90+3’                                                                 |
| 1-12-2021                                                             | Doha                                                                  | Egitto                                                                | 1 – 0                                                                 | Libano                                                                | Coppa araba FIFA 2021 - 1º turno                                      | 1                                                                     | 90+5’                                                                 |
| 4-12-2021                                                             | Doha                                                                  | Sudan                                                                 | 0 – 5                                                                 | Egitto                                                                | Coppa araba FIFA 2021 - 1º turno                                      | -                                                                     | 60’                                                                   |
| 11-12-2021                                                            | Al Wakrah                                                             | Egitto                                                                | 3 – 1 dts                                                             | Giordania                                                             | Coppa araba FIFA 2021 - Quarti di finale                              | -                                                                     | 72’                                                                   |
| 15-12-2021                                                            | Doha                                                                  | Tunisia                                                               | 1 – 0                                                                 | Egitto                                                                | Coppa araba FIFA 2021 - Semifinale                                    | -                                                                     | 46’                                                                   |
| 18-12-2021                                                            | Doha                                                                  | Egitto                                                                | 0 – 0 dts (4 – 5 dtr)                                                 | Qatar                                                                 | Coppa araba FIFA 2021 - Finale 3º posto                               | -                                                                     | 119’                                                                  |
| 5-6-2022                                                              | Il Cairo                                                              | Egitto                                                                | 1 – 0                                                                 | Guinea                                                                | Qual. Coppa d'Africa 2023                                             | -                                                                     | 74’                                                                   |
| 9-6-2022                                                              | Lilongwe                                                              | Etiopia                                                               | 2 – 0                                                                 | Egitto                                                                | Qual. Coppa d'Africa 2023                                             | -                                                                     | 41’                                                                   |
| 22-3-2024                                                             | Il Cairo                                                              | Egitto                                                                | 1 – 0                                                                 | Nuova Zelanda                                                         | Amichevole                                                            | -                                                                     | 81’                                                                   |
| 26-3-2024                                                             | Il Cairo                                                              | Egitto                                                                | 2 – 4                                                                 | Croazia                                                               | Amichevole                                                            | -                                                                     | 68’                                                                   |
| Totale                                                                |                                                                       | Presenze                                                              | 22                                                                    |                                                                       | Reti                                                                  | 5                                                                     |                                                                       |

## Palmarès

### Club

#### Competizioni nazionali
- Campionato egiziano: 4

Al-Ahly: 2019-2020, 2022-2023, 2023-2024, 2024-2025
- Coppa d'Egitto: 3

Al-Ahly: 2019-2020, 2021-2022, 2022-2023
- Supercoppa d'Egitto: 5

Al-Ahly: 2018, 2021, 2022, 2023, 2024

#### Competizioni internazionali
- CAF Champions League: 4

Al-Ahly: 2019-2020, 2020-2021, 2022-2023, 2023-2024
- Supercoppa CAF: 2

Al-Ahly: 2020, 2021
- Coppa Intercontinentale FIFA - Coppa Africa-Asia-Pacifico: 1

Al-Ahy: 2024